# Волыняк, Пётр Кузьмич
Пётр Волыняк (настоящее имя — Пётр Кузьмич Чечет, укр. Петро Кузьмович Чечет; 28.09.1907-29.12.1969) — украинско-канадский журналист, писатель, редактор, издатель, педагог.

## Биография
Родился в селе Гульск (сейчас село Новоград-Волынского р-на Житомирской области). В 1927 в Житомире закончил землеустроительную школу. Учился на филологическом факультете университета в Ташкенте (Узбекистан). Продолжил обучение в Украинском институте лингвистического образования в Киеве. В 1932 добровольно поехал на Кубань преподавать в школе украинский язык и литературу. Работал учителем в станице Новомалороссийской. В 1933, когда начались аресты, вернулся в Киев. Летом того же года был арестован и выслан на три года в лагерь на строительство Беломорско-Балтийского канала. По возвращении работал учителем, земледельцем. Писать начал в 1930-х гг., Публиковался в журналах «Жизнь и революция», «Молодой большевик», «Красный путь».
С 1945 в эмиграции в Австрии. Открыл в Зальцбурге своё издательство, где издавал ежедневную газету «Последние новости» (укр."Останні новини"), еженедельник «Новые дни» (укр. «Нові дні»), литературно-художественный журнал «Литавры». Написал и опубликовал исторический очерк о воплощении политики украинизации в украинских станицах Кубани. под названием «Кубань — земля украинская, казачья». В 1948 переехал в Канаду. Сначала работал в газете «Гомін України», а с февраля 1950 издавал журнал-месячник «Новые дни», неизменным издателем, редактором и автором которого был до смерти. Опубликовал около 100 статей, репортажей, рассказов. Преподавал в украинских школах. Автор 5 учебников для украинских школ (все изданы в Канаде). Принимал активное участие в жизни украинской общины. После смерти были изданы отдельным сборником его статьи и книги «Поговорим откровенно» (Торонто, 1975).
Умер в г. Торонто (Канада).